# دلوین برو
دلوین لیونل برو (به انگلیسی: Delvin Lionel Breaux) بازیکن حرفه‌ای سابق فوتبال کانادایی است. او در تیم‌ها لوئیزیانا بایو وایپرز، نیواورلئانز وودو، همیلتون تایگر-کتز و نیو اورلینز سینتز بازی کرده‌است.

## آسیب‌دیدگی
برو در ۲۷ اکتبر ۲۰۰۶ مهره‌های گردنی سی۴، سی۵ و سی۶ خود را در حین یک مسابقه فوتبال در دبیرستان شکست.